# Motim militar na Papua-Nova Guiné em 2012

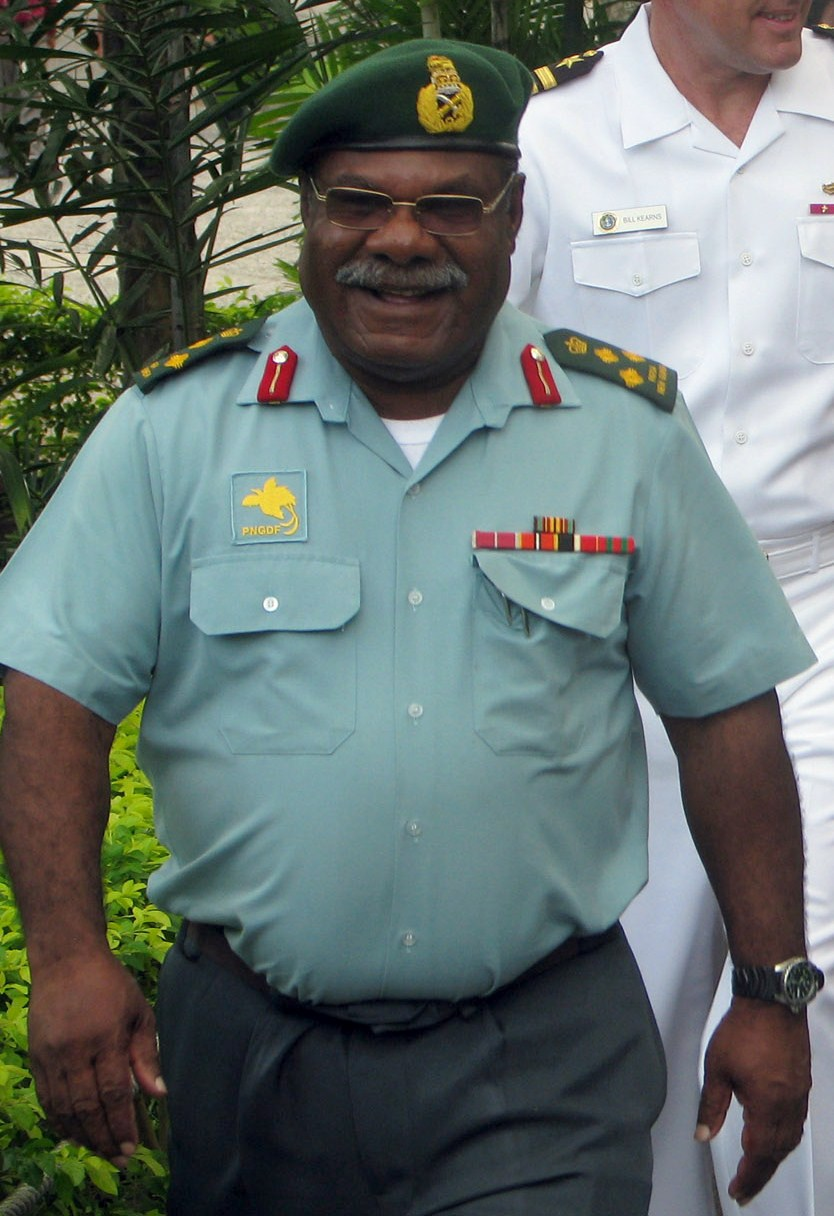
Brigadeiro-general Francis Agwi em junho de 2011.

Motim militar na Papua-Nova Guiné em 2012 ocorreu em 26 de janeiro de 2012, quando um grupo de militares liderados pelo coronel reformado Yaura Sasa deteve o comandante da força de defesa, o general de brigada Francis Agwi, como prisioneiro. O motim esteve relacionado a uma disputa pelo cargo de primeiro-ministro entre Sir Michael Somare e Peter O'Neill, que havia começado em dezembro de 2011, quando a Suprema Corte da Papua-Nova Guiné ordenou que Somare fosse reintegrado como primeiro-ministro enquanto o parlamento do país apoiou O'Neill.
Após a crise em dezembro, Somare orientou o governador-geral, Sir Michael Ogio, a nomear Sasa como comandante da Força de Defesa da Papua-Nova Guiné. Depois que as forças sob o comando de Sasa capturaram Agwi em 26 de janeiro, o coronel pediu ao governador-geral que restabelecesse Somare como líder do país e ameaçou tomar outras medidas caso isso não ocorresse. O motim terminou mais tarde naquele dia, com Agwi sendo libertado. Sasa foi preso e acusado de motim em 28 de janeiro.

## Prelúdio
Em agosto de 2011, Peter O'Neill tornou-se primeiro-ministro da Papua-Nova Guiné. Neste momento, Sir Michael Somare estava se recuperando de uma doença e sua família havia anunciado que ele havia renunciado tanto ao cargo de primeiro-ministro quanto ao parlamento. Em dezembro de 2011, a Suprema Corte de Papua-Nova Guiné determinou que a remoção de Somare do cargo era ilegal e ordenou que ele fosse reintegrado. Isso levou a um impasse político, durante o qual Somare pediu ao comandante da Força de Defesa de Papua-Nova Guiné, brigadeiro-general Francis Agwi, para intervir. Agwi recusou-se a fazê-lo e endossou O'Neill. O'Neill foi apoiado pela maioria dos membros do Parlamento e manteve a posição.
Em algum momento após esses eventos, Somare e seu gabinete tomaram a decisão de substituir Agwi pelo coronel Yaura Sasa, oficial reformado da Força de Defesa de Papua-Nova Guiné. Sasa havia servido como adido de defesa na embaixada de Papua Nova Guiné na Indonésia antes de se aposentar do exército.

## Motim
Às 3 horas do dia 26 de janeiro, cerca de 20 soldados do 1.º Batalhão do Regimento Real das Ilhas do Pacífico capturaram Agwi e dois outros oficiais considerados leais a O'Neill, após subjugarem os guardas no Quartel de Taurama, fora da capital Port Moresby. Vários tiros foram disparados durante esta operação. A facção então transportou Agwi para o Quartel de Murray perto do centro da cidade onde ele foi colocado em prisão domiciliar.
Em uma coletiva de imprensa realizada em 26 de janeiro, Sasa afirmou que suas ações não constituíam um golpe de Estado ou um motim haja vista ele havia sido nomeado para liderar a Força de Defesa da Papua-Nova Guiné por Somare. Ele pediu ao governador-geral, Sir Michael Ogio, que restabelecesse Somare. Também afirmou: "Eu mais uma vez estou pedindo... a ambas as partes e ao chefe de Estado que respeitem a constituição e cumpram imediatamente as ordens emitidas pelo Supremo Tribunal" e "Se este pedido não for atendido, posso ser forçado a tomar as ações necessárias".
O vice-primeiro-ministro e ministro da Defesa da Papua-Nova Guiné, Belden Namah, declarou em coletiva de imprensa separada que Sasa não era apoiado pela maior parte da Força de Defesa da Papua-Nova Guiné e que quinze dos seus partidários haviam sido presos. Neste momento, o número total de militares apoiando o coronel foi declarado ser em torno de trinta. Namah alegou que as ações de Sasa constituíam traição e exigiu que ele se rendesse. Em resposta aos relatos de que Somare havia ordenado o motim, Namah declarou que Somare havia "perdido a sanidade".
Em um comunicado divulgado por sua filha em 26 de janeiro, Somare defendeu sua decisão de ordenar o motim. Ele argumentou que o motim era legítimo, já que O'Neill e seus partidários estavam "mantendo ilegalmente o poder". Também afirmou: "Não podemos permitir que esta situação continue, onde um governo desonesto comanda as forças disciplinares" e "Cabe à polícia e ao exército cumprir as ordens da Suprema Corte e apoiar o governo legítimo, que é o governo minoritário Somare/Agiru".
Na noite de 26 de janeiro, O'Neill declarou à imprensa que o motim havia terminado. Ele afirmou que Agwi havia sido libertado e que Sasa estava sendo "tratado". Os soldados que apoiavam Sasa haviam se retirado para o quartel de Taurama.
Muitas empresas em Port Moresby fecharam em 26 de janeiro em resposta ao motim. Um repórter da Australian Broadcasting Corporation na cidade afirmou que a atmosfera era "tensa". Todos os voos domésticos na Papua-Nova Guiné também foram cancelados em uma aparente tentativa de impedir que outros soldados viajassem para Port Moresby. O Departamento de Negócios Estrangeiros e Comércio da Austrália emitiu um comunicado alertando aos australianos a "limitar as viagens em Port Moresby". O Ministério dos Negócios Estrangeiros e Comércio da Nova Zelândia emitiu uma advertência semelhante.

## Consequências
Os amotinados do quartel de Taurama ainda estavam armados em 27 de janeiro e anunciaram que manteriam suas armas até receberem uma anistia. Neste momento, foi informado que Sasa estaria no rancho dos oficiais do quartel. Um porta-voz da Polícia Real da Papua-Nova Guiné teria dito que a força não pretendia prender Sasa, já que sua conduta era um assunto para os militares. Também foi relatado que Sasa estava buscando um indulto. Devido à intensificação da crise política após o motim, a classificação de crédito do governo da Papua-Nova Guiné foi rebaixada de estável para negativo pela agência de classificação Standard & Poor's.
Sasa foi preso por policiais na noite de 28 de janeiro e acusado de motim. Neste momento ele estava hospedado em uma casa no subúrbio de Boroko. Em 29 de janeiro, Somare divulgou uma declaração na qual solicitava à polícia e a Força de Defesa da Papua-Nova Guiné que apoiassem a decisão da Suprema Corte em relação ao cargo de primeiro-ministro.
Em 30 de janeiro, os soldados que participaram do motim entregaram suas armas a Namah após uma parada militar no quartel de Taurama. O ministro da Defesa fez um discurso para cerca de 200 membros do 1.º Batalhão do Regimento Real das Ilhas do Pacífico, incluindo os trinta amotinados, durante o qual afirmou que os soldados que participaram do motim receberiam uma anistia no final da tarde. No entanto, advertiu ao pessoal que participasse de quaisquer outros motins que iriam "enfrentar todo o peso da lei". Sasa foi libertado sob fiança em 1 de fevereiro. A acusação contra a Sasa foi interposta pelo Tribunal de Justiça em 1 de agosto de 2012, sob alegação de que os promotores não haviam apresentado nenhuma prova para fundamentá-la.
O motim em 26 de janeiro foi o segundo motim militar a ocorrer na Papua-Nova Guiné. O primeiro aconteceu em 28 de julho de 1997, quando a Unidade de Forças Especiais da Força de Defesa da Papua-Nova Guiné ocupou o Quartel de Murray.